# L'avventuriero (film 1918)
L'avventuriero (The Married Virgin) è un film del 1918, diretto dal regista Joseph Maxwell.
Anche conosciuto come Frivolous Wives in virtù della ridistribuzione nelle sale statunitensi del 1920.

## Distribuzione
Distribuito nei cinema statunitensi nel dicembre 1918 dalla General Film Company, arrivò in Italia nel 1923 distribuito dalla Felson.

## Censura
Per la versione distribuita in Italia, la censura italiana ordinò la soppressione "delle scene della sala da giuoco in cui si rappresenta la foga del giuoco e dei giuocatori, lasciando soltanto il principio della scena in cui si vede un giocatore, che poi tenta di suicidarsi, seduto vicino alla donna a cui rivolge le seguenti parole, che debbon pure sopprimersi: "Se tu non hai quattrini bisogna che mi rivolga ad altri", per riprendere l'azione al punto in cui lo stesso giovane scrive una lettera prima di tentare il suicidio. Nella stessa parte, dalle scene in cui in un gabinetto particolare si vede Goumont e Louienne con un'altra coppia, eliminare i quadri in cui la seconda coppia si abbandona ad atteggiamenti impudichi."